# Ligne de Fère-Champenoise à Vitry-le-François
La ligne de Fère-Champenoise à Vitry-le-François est une ancienne ligne ferroviaire des départements de la Marne et de l'Aube, en région Grand Est, qui reliait entre elles les gares de Fère-Champenoise, sur la ligne de Oiry - Mareuil à Romilly-sur-Seine, et de Vitry-le-François, sur la grande radiale de Paris-Est à Strasbourg.
Déclassée dans sa quasi-intégralité, elle constitue la ligne no 007 000 du réseau ferré national. Historiquement, elle constituait une partie de la ligne 21 (Paris – Gretz – Vitry-le-François) dans l'ancienne numérotation SNCF des lignes de la région Est.

## Historique
La loi du 17 juillet 1879 (dite plan Freycinet) portant classement de 181 lignes de chemin de fer dans le réseau des chemins de fer d’intérêt général retient en no 21, une ligne de « Fère-Champenoise à Vitry-le-François ».
La ligne est déclarée d'utilité publique par une loi le 12 février 1880. Elle est concédée à titre définitif par l'État à la Compagnie des chemins de fer de l'Est par une convention signée entre le ministre des Travaux publics et la compagnie le 11 juin 1883. Cette convention est approuvée par une loi le 20 novembre suivant.
Source : Trains oubliés, volume 1
- Ouverture
  - 6 novembre 1885 ;
- Fermeture au service voyageurs
  - 5 mai 1938 ;
- Fermeture au service marchandises
  -  ?? (totale) ;
- Déclassement
  - 14 janvier 1972 : Sommesous – Sompuis (PK 18,600 à 32,600[5]) ;
  - 20 mars 1978 : Lenharrée – Sommesous.

## Caractéristiques

### Tracé et profil
Serpentant dans les paysages agricoles de la Champagne crayeuse sur la quasi-totalité de son parcours, la ligne se détache, en gare de Fère-Champenoise, de celle de Oiry - Mareuil à Romilly-sur-Seine qu'elle laisse sur sa gauche pour se diriger vers la gare de Sommesous où elle croise la ligne de Coolus à Sens. Contournant par le nord le camp militaire de Mailly, elle rejoint au terme de son parcours à travers champs la ligne de Vallentigny à Vitry-le-François peu après la gare de Huiron, avec laquelle elle se dirige vers la gare de Vitry-le-François, ralliée après avoir franchi la Marne quelques centaines de mètres auparavant.
Si le profil est relativement plat de Fère-Champenoise à Sommesous, le tracé se fait plus vallonné de Sommesous à Vitry-le-François, la voie dégringolant en pente de 8 ‰ du point culminant, atteint peu après Poivres, jusqu'à Huiron.

### Ouvrages d'art
Le seul ouvrage d'art notable est le tunnel de Glannes, d'une longueur de 701 m, situé entre Sompuis et Huiron.